# Modulació de la longitud del canal

Secció transversal d'un MOSFET que funciona a la regió de saturació.

La modulació de la longitud del canal (amb acrònim anglès CLM) és un efecte en els transistors d'efecte de camp, un escurçament de la longitud de la regió del canal invertit amb un augment del biaix de drenatge per a grans biaixos de drenatge. El resultat de CLM és un augment del corrent amb polarització de drenatge i una reducció de la resistència de sortida. És un dels diversos efectes de canal curt en l'escala MOSFET. També provoca distorsió en els amplificadors JFET.
Per entendre l'efecte, primer s'introdueix la noció de pinch-off del canal. El canal es forma per l'atracció de portadors a la porta, i el corrent que passa pel canal és gairebé una constant independent de la tensió de drenatge en mode de saturació. Tanmateix, a prop del desguàs, la porta i el desguàs determinen conjuntament el patró del camp elèctric. En comptes de fluir en un canal, més enllà del punt de pessiga, els portadors flueixen en un patró subsuperficial possible perquè el desguàs i la porta controlen el corrent. A la figura de la dreta, el canal s'indica amb una línia discontínua i es fa més feble a mesura que s'apropa al drenatge, deixant un buit de silici no invertit entre l'extrem de la capa d'inversió formada i el drenatge (la regió de pinch-off). A mesura que augmenta la tensió de drenatge, el seu control sobre el corrent s'estén més cap a la font, de manera que la regió no invertida s'expandeix cap a la font, escurçant la longitud de la regió del canal, l'efecte anomenat modulació de la longitud del canal. Com que la resistència és proporcional a la longitud, escurçar el canal disminueix la seva resistència, provocant un augment del corrent amb un augment de la polarització de drenatge per a un MOSFET que funciona en saturació. L'efecte és més pronunciat com més curta és la separació font-drenatge, més profunda és la unió de drenatge i més gruixut és l'aïllant d'òxid.
A la regió d'inversió feble, la influència del drenatge anàloga a la modulació de la longitud del canal condueix a un comportament d'apagat del dispositiu més pobre conegut com a reducció de la barrera induïda pel drenatge, una reducció de la tensió llindar induïda pel drenatge. En els dispositius bipolars, s'observa un augment similar del corrent amb l'augment de la tensió del col·lector a causa de l'estrenyiment de la base, conegut com a efecte primerenc. La similitud en efecte amb el corrent ha portat a l'ús del terme "efecte primerenc" també per als MOSFET, com a nom alternatiu per a "modulació de longitud de canal".
En els llibres de text, la modulació de la longitud del canal en mode actiu normalment es descriu utilitzant el model de Shichman-Hodges, precís només per a la tecnologia antiga: on {\displaystyle I_{\text{D}}} = corrent de drenatge, {\displaystyle K'_{n}} = paràmetre de tecnologia de vegades anomenat coeficient de transconductància, W, L = amplada i longitud del MOSFET, {\displaystyle V_{\text{GS}}} = tensió de la porta a la font, {\displaystyle V_{\text{th}}} = tensió llindar, {\displaystyle V_{\text{DS}}} = tensió de drenatge a font, {\displaystyle V_{\text{DS,sat}}=V_{\text{GS}}-V_{\text{th}}}, i λ = paràmetre de modulació de longitud de canal. En el model clàssic de Shichman-Hodges, {\displaystyle V_{\text{th}}} és una constant del dispositiu, que reflecteix la realitat dels transistors amb canals llargs.